# Portaje
Portaje è un comune spagnolo di 400 abitanti situato nella comunità autonoma dell'Estremadura.